# Rolf Geissbühler
Rolf Geissbühler (* 1. März 1941 in Bern; † 25. Dezember 2010 in Frienisberg) war ein Schweizer Schriftsteller. Er wird zu den postmodernen Literaten gezählt.

## Auszeichnungen
- 1982 Buchpreis der Stadt Bern
- 1990 Hörspielpreis der Stiftung Radio Basel für Die logische Fee
- 1994 Grosser Literaturpreis des Kantons Bern

## Werke

### Bücher
- Äpfel, Birnen und Lattich. Prosa. Lukianos, Bern 1969
- Blumengedicht. Vorwort von Walter Vogt. Zytglogge, Gümligen 1970
- 33 1/2. Prosa. Benziger, Zürich 1971, ISBN 3-545-36133-0
- 5. Ein Stück zum Lesen. Zytglogge (Test 8), Gümligen 1972
- Schädel. Zytglogge, Gümligen 1975, ISBN 3-7296-0047-8
- Aufsatz. Erster Teil. Zytglogge, Gümligen 1981, ISBN 3-7296-0123-7
- Aufsatz. Zweiter Teil. Zytglogge, Gümligen 1986, ISBN 3-7296-0244-6
- Aufsatz. Dritter Teil. Zytglogge, Gümligen 1989, ISBN 3-7296-0329-9
- Opera. Prosa. Zytglogge, Gümligen 1994, ISBN 3-7296-0479-1

### Theater-Aufführungen
- 1:1. Einakter. 1971

### Hörspiele/Radiosendungen
- Zwei Männer spielen Kleinkrieg, DRS 1971
- Zwei Eheleute unterhalten sich, DRS 1971
- Juni & Co., DRS 1972
- Die logische Fee. 1 Tonkassette. DRS 1990
- Irgend. Kammer-Hörspiel um Nichts, DRS 1994

## Einzelbelege
1. ↑  Vgl. Henk Harbers: Postmoderne Literatur in Deutscher Sprache. (Amsterdamer Beiträge zur neueren Germanistik 49). Rodopi 2000 (ISBN 9789042015418) S. 300

| Personendaten    | Personendaten            |
| ---------------- | ------------------------ |
| NAME             | Geissbühler, Rolf        |
| KURZBESCHREIBUNG | Schweizer Schriftsteller |
| GEBURTSDATUM     | 1. März 1941             |
| GEBURTSORT       | Bern                     |
| STERBEDATUM      | 25. Dezember 2010        |
| STERBEORT        | Frienisberg              |